# Roger Vélasques
Roger Vélasques (francès: Daniel Vélasques)  (Sainte-Marie-aux-Mines, 11 de desembre de 1943) és un atleta francès, ja retirat, especialista en els 400 metres, que va competir durant les dècades de 1960 i 1970.
El 1972 va prendre part en els Jocs Olímpics d'Estiu de Munic, on va disputar dues proves del programa d'atletisme. En els 4×400 metres, formant equip amb Gilles Bertould, Francis Kerbiriou i Jacques Carette, va guanyar la medalla de bronze, mentre en els 400 metres quedà eliminat en sèries. Quatre anys més tard, als Jocs de Montreal, quedà eliminat en sèries en els 4×400 metres.
En el seu palmarès també destaca una medalla de plata al Campionat d'Europa d'atletisme en pista coberta de 1974 en el 4x2 voltes.

## Millors marques
- 400 metres. 46.15" (1972)[1]